# Сегментний рідкокристалічний дисплей

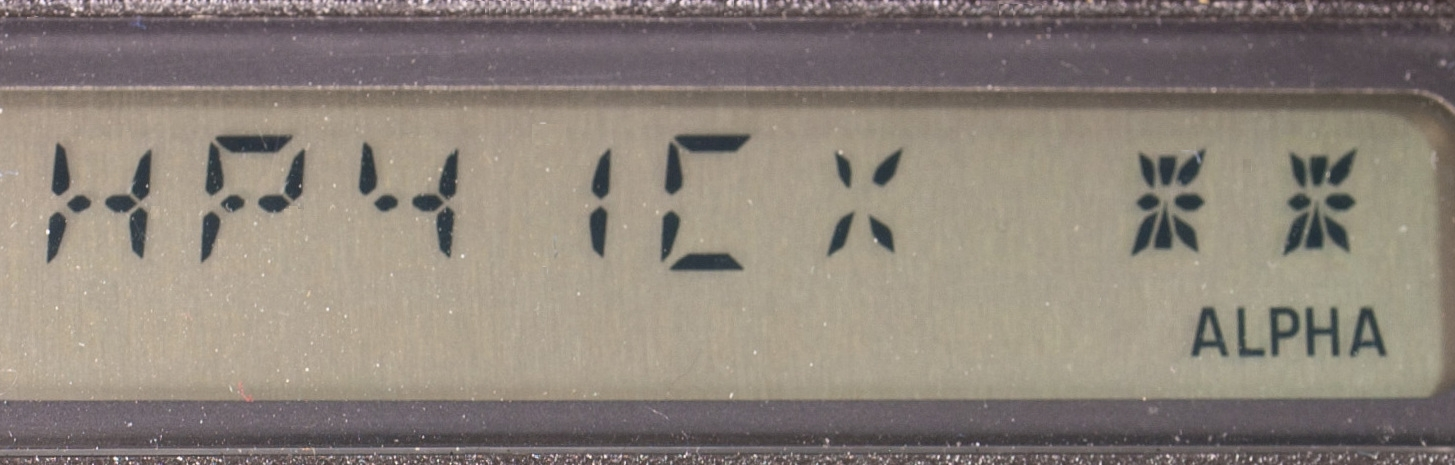
Сегментований LCD в калькуляторі

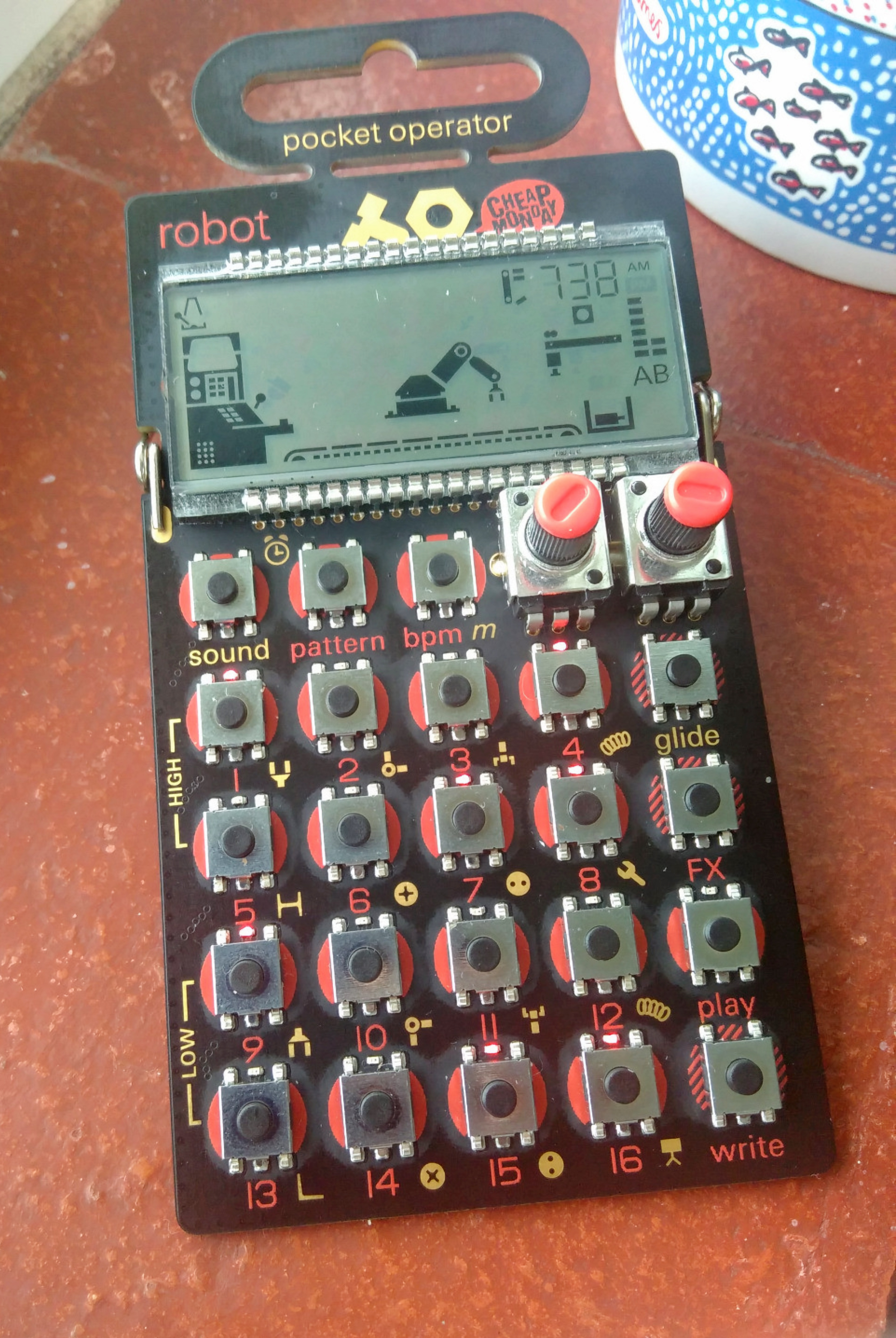
Сегментований РК-дисплей у Pocket Operators, що показує різні форми сегментів

Сегментований рідкокристалічний дисплей — це тип рідкокристалічного дисплея, який зазвичай використовується для відображення числової або обмеженої символьної інформації, переважно в таких пристроях, як калькулятори та цифрові годинники.
Сегментовані рідкокристалічні дисплеї часто відображають інформацію в однорядковому форматі. Вони можуть мати 7-сегментні цифри або 14- чи 16-сегментні символи.
Сегментовані РК-дисплеї були вбудовані в серію портативних електронних ігор Game & Watch.
Компанія HP виготовила сегментовані РК-дисплеї для серії калькуляторів HP-41C.

## Конструкція
8- та 16-сегментні РК-дисплеї виготовляються у вигляді стопки з двох скляних пластин, на кожну з яких нанесено прозорі електроди, як правило, з використанням оксиду індію та олова (ITO). Рідкий кристал заливається між двома пластинами. Як правило, заднє скло є одним загальним електродом.

### Шари

Шари світловідбиваючого крученого нематичного рідкокристалічного дисплея

1. Плівка поляризаційного фільтра з вертикальною поляризацією світла під час його входу[4].
2. Скляна підкладка з електродами ITO. Форми цих електродів визначатимуть форми, які відображатимуться, коли РК-дисплей увімкнено. Вертикальні виступи, вигравірувані на поверхні, гладкі.
3. Рідкий кристал з TN-ефектом(інші мови). Зазвичай він повертає поляризацію світла на 90°. Але якщо навколишні електроди заряджені, поляризація світла не буде обертатися[4].
4. Скляна підкладка зі звичайною електродною плівкою (ITO) з горизонтальними ребрами для вирівнювання горизонтального фільтра.
5. Поляризаційна фільтруюча плівка з горизонтальною поляризацією. Світло, поляризація якого була повернута рідким кристалом, пройде, але світло, поляризація якого не була повернута, буде заблоковано[4].
6. Світловідбиваюча поверхня повертає світло до глядача. (У РК-дисплеї з підсвічуванням цей шар замінюється або доповнюється джерелом світла.)

## Історія

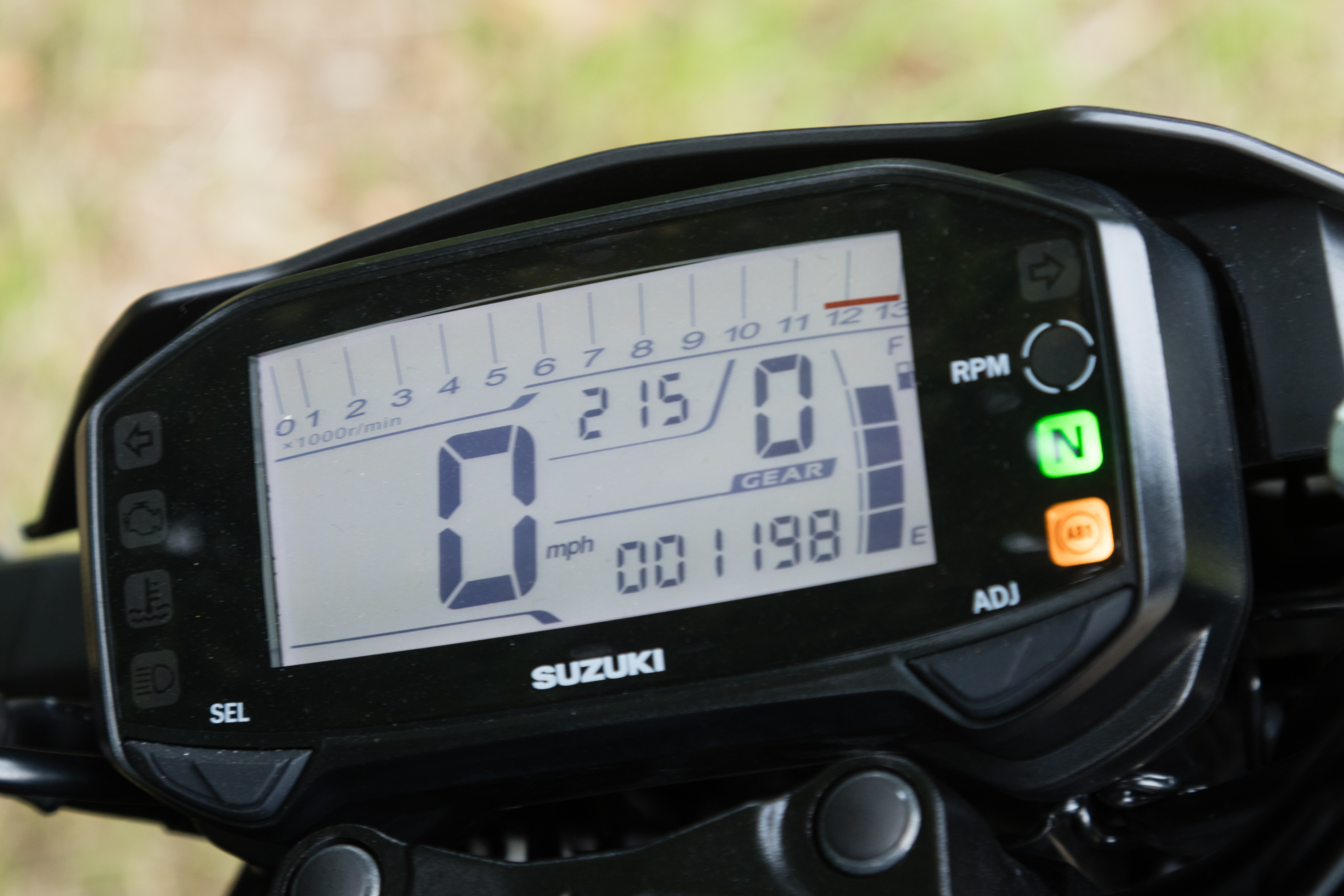
Сегментований РК-дисплей, що показує різні розміри та форми сегментів

Перший рідкокристалічний дисплей розробила команда інженерів під керівництвом Джорджа Хейлмайера.